# KEIS
KEIS（ケイス、Kanji processing Extended Information System）は日立製作所が開発した日本語処理システムの名前である。実際上は、『KEIS』という用語は、そのシステム上で使われる漢字コードの事を指していることが多いため、本項ではその漢字コードについて説明する。

## 概要
『KEIS』コードは、JIS C 6226-1978もしくはJIS X 0208-1983をGR表現し、その上方に拡張文字を登録した符号化文字集合である。
この文字セットは『基本文字セット』、『拡張文字セット1』、『拡張文字セット3』にそれぞれ分けられ、JIS C 6226-1978もしくはJIS X 0208-1983の第一水準漢字と非漢字が『基本文字セット』、第二水準漢字が『拡張文字セット1』、ベンダ拡張漢字が『拡張文字セット3』に含まれる。これには日立のメーカー定義漢字が含まれる。主に日立EBCDIKと併用される。